# 韋那磐鍬
韋那 磐鍬（いな の いわすき）は、飛鳥時代の人物。名は石次（いわつぎ）とも書く。姓は公。宣化天皇の後裔で、鏡王の子とする系図がある。官職は近江守。672年の壬申の乱で大友皇子（弘文天皇）のために東国から兵力を動員する使者になったが、敵方に阻まれて逃亡し、任務に失敗した。

## 出自
韋那氏（氏姓は「韋那君」、「偉那公」、「偉那君」、「猪名公」とも表記される）は宣化天皇の皇子・上殖葉皇子または火焔皇子を祖とする皇別氏族で、摂津国河辺郡為奈郷に設置されていた猪名部の伴造氏族であった為奈部氏（為奈部首）を出自とする乳母の姓に由来すると想定される。

## 経歴
壬申の年（672年）の6月下旬に大海人皇子（天武天皇）が挙兵すると、大友皇子を戴く近江宮の朝廷は、諸方に兵を興すよう命じる使者を派遣した。東国には韋那磐鍬、書薬、忍坂大摩侶が遣わされた。使者の通過点にあたる美濃国は大海人皇子がまっさきに押さえたところで、近江国との境にある不破はその兵力で封鎖されていた。磐鍬は、6月26日夜に不破に近づいたとき、山中に敵兵が潜んでいるのではないかと考えて、一行から独りだけ遅れて進んだ。はたして伏兵があって、書薬らの後ろを遮断した。磐鍬はこれを見て逃げかえり、書薬と忍坂大摩侶は捕らえられた。
『日本書紀』の上記の箇所に、『釈日本紀』は調淡海や安斗智徳の日記を典拠に注記して、「石次は兵が起こるのを見て逃げかえった」と記す。磐鍬が石次とも書かれたことがわかる。

## 系譜
- 父：鏡王[9]
- 母：不詳
- 生母不明の子女
  - 男子：猪名石前（?-714）[9]
  - 男子：猪名石楯[9]